# Referentieteken
Het referentieteken (※, U+203B) wordt in het Japans gebruikt als verwijzingsteken, zoals een asterisk.